# Five Miles Out (Lied)
Five Miles Out (englisch für „fünf Meilen vom Kurs“) ist ein Lied des britischen Komponisten und Multiinstrumentalisten Mike Oldfield, in Zusammenarbeit mit der Sängerin Maggie Reilly. Es erschien im Februar 1982 als Vorabsingle seines einen Monat später veröffentlichten, gleichnamigen Studioalbums.

## Entstehung und Veröffentlichung
Getextet, komponiert und produziert wurde das Lied vom Interpreten selbst. Bei der Produktion erhielt Oldfield Unterstützung durch Tom Newman.
Die Erstveröffentlichung von Five Miles Out erfolgte als Single am 18. Februar 1982 bei Virgin Records. Diese erschien als 7″-Single mit der B-Seite Punkadiddle (Live) (Katalognummer: 103 920). Am 19. März 1982 erschien das Lied als Teil des gleichnamigen Albums (Katalognummer: 204 500), dem neunten Studioalbum von Oldfield.
Die B-Seite enthielt eine Liveversion des Stücks Punkadiddle, das erstmals 1979 auf Oldfields Album Platinum erschienen war. Sie wurde am 1. April 1981 in der Essener Grugahalle im Rahmen seiner European Adventure Tour aufgenommen.

## Hintergrund
Nachdem Oldfield später eine Pilotenlizenz erworben hatte, schrieb er den Text zu Five Miles Out unter Verwendung des Fachvokabulars der Luftfahrt, um Gespräche zwischen einem in Not geratenen Piloten und einem Fluglotsen darzustellen. Gesungen werden diese Dialoge, die die Funkkommunikation darstellen, von Oldfield durch einen Vocoder, während der Gesang von Maggie Reilly im Refrain und einem kurzen Mittelteil schlicht und lyrisch ist und textlich Trost und Unterstützung verkörpert. Oldfield dazu: „Als ich anfing, Five Miles Out zu schreiben, hatte ich bereits meinen Pilotenschein in der Tasche und ging in meinen örtlichen Pub in Denham, bestellte mir ein paar Guinness, setzte mich mit meinem Reimlexikon und meinem Notizblock hin, schrieb alle Luftfahrtbegriffe auf, die mir einfielen, und verband diese zu einem Songtext. Es hat großen Spaß gemacht, an dem Stück zu arbeiten, obwohl es ungefähr vier Monate gedauert hat und das Lied vier oder fünf verschiedene Versionen durchlief, bevor es fertig war. Es ist eines meiner Lieblingsstücke.“

## Inhalt
Textlich verarbeitete Mike Oldfield in Five Miles Out ein beinahe tragisches Flugerlebnis, das ihm und seinen Bandmitgliedern im September 1980 während einer Tournee durch Spanien widerfahren war. Während ein unerfahrener Pilot Oldfield und seine Band in einem eigenen Tourjet von Barcelona nach San Sebastián flog, geriet er mit der Maschine in eine Gewitterfront über den Pyrenäen. Oldfield erinnerte sich später: „Ich hatte beschlossen, dass es praktischer wäre, für die Tour unser eigenes zweimotoriges Flugzeug zu mieten. Der Pilot hatte gerade seine Ausbildung zum Fliegen von Verkehrsflugzeugen abgeschlossen. Als wir Barcelona verließen, wussten wir nicht, dass die gesamten Pyrenäen von Gewittern heimgesucht wurden. Unser Anfängerpilot hatte nicht die richtige Wettervorhersage bekommen und wir flogen mitten hinein. Alle anderen Flüge in der Gegend waren gestrichen und unser Flugzeug war das einzige in der Luft. Dunkle Wolken umgaben uns, und riesige Hagelkörner schlugen gegen die Windschutzscheibe. An einem Punkt stiegen wir 4000 Fuß pro Minute, während wir in die Gewitterwolken hineingeschleudert wurden, am nächsten sanken wir mit der gleichen Geschwindigkeit ab. Es war entsetzlich. Plötzlich schossen wir wie ein Korken einer Champagnerflasche aus den Wolken und landeten in San Sebastián. Als wir landeten, wurde uns gesagt, dass alle Flüge in Nordspanien wegen des schlechten Wetters gestrichen worden waren. Es war eine ziemlich surreale Erfahrung.“
Im Lied sind Zitate aus dem Albumtitel Taurus II sowie (kaum hörbar) das Eröffnungsthema aus Tubular Bells zu hören.

## Musikvideo
Das Musikvideo zu Five Miles Out entstand unter der Regie von Ian Emes und ist mehr oder weniger eine wörtliche, wenn auch vereinfachte Wiedergabe des Liedtextes. Oldfield ist in mehreren Einstellungen im Video zu sehen, während Maggie Reilly, die Sängerin des Stücks, nicht zu sehen ist und deren Gesang aus unbekannten Gründen von einer blonden Frau lippensynchron gemimt wird.
Oldfield erklärte später, dass es eines seiner ersten eigenen Videos war, das er im Fernsehen gesehen habe, und dass es möglicherweise sein Interesse am Experimentieren mit radiotauglicher Musik und Musikvideos geweckt habe, was er in den gesamten 1980er Jahren mit großem Erfolg tat.

## Chartplatzierungen
| ChartsChartplatzierungen     | Höchstplatzierung | Wochen |
| ---------------------------- | ----------------- | ------ |
| Deutschland (GfK)            | 42 (18 Wo.)       | 18     |
| Vereinigtes Königreich (OCC) | 43 (5 Wo.)        | 5      |